# カール・ラデック

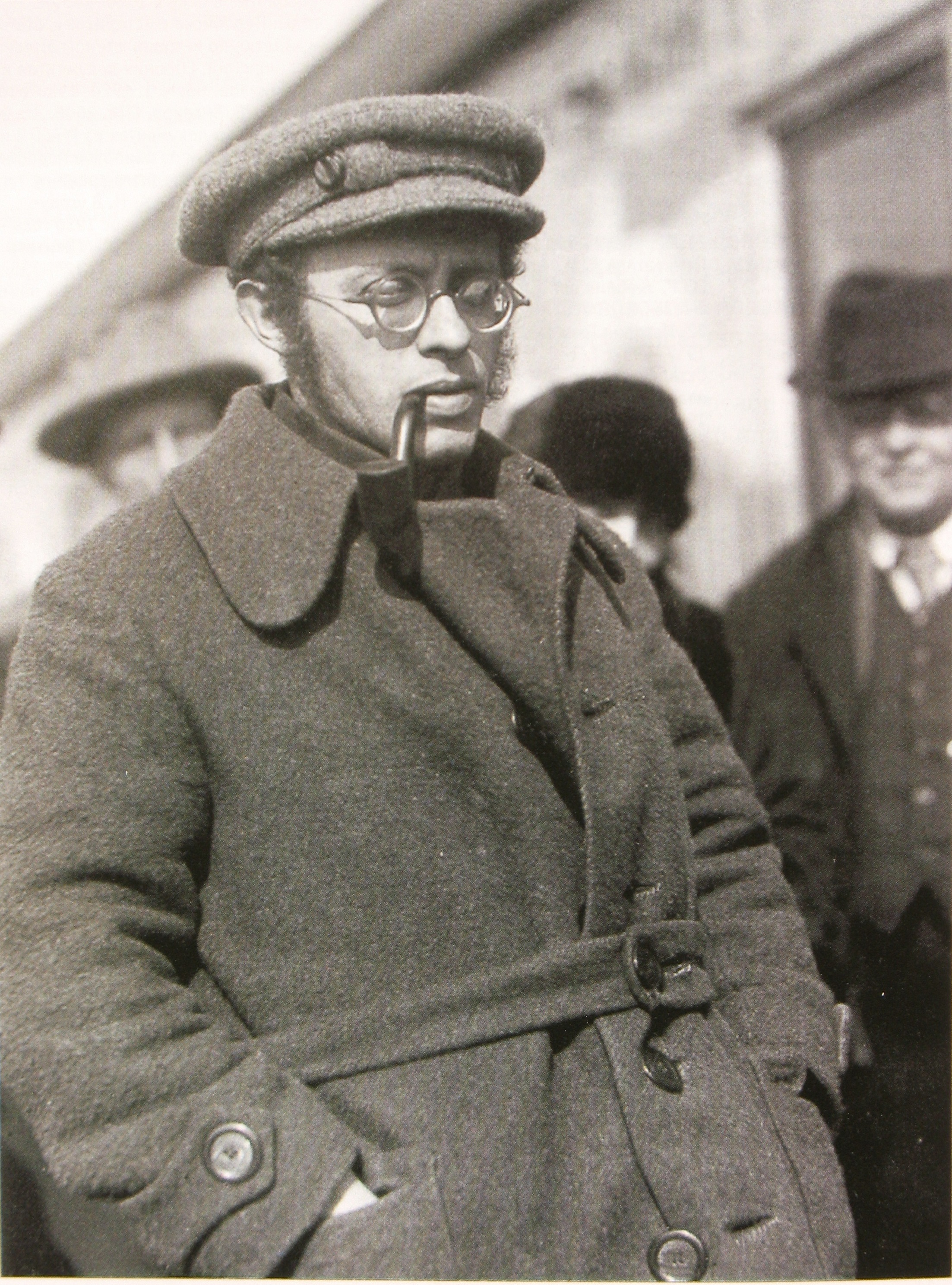
1930年代、モスクワ市内を視察中のラデック

カール・ベルンガールドヴィチ・ラデック（ロシア語: Карл Бернга́рдович Ра́дек〔カルル・ラーデク〕, 1885年10月31日 - 1939年5月19日）は、ソビエト連邦の政治家。本名カロル・ゾベルゾーン(Karol Sobelsohn、Ка́роль Собельсо́н)。
党員活動、ポーランド・リトアニア王国社会民主党 (SDKPiL)、ドイツ社会民主党(SPD)、ドイツ共産党(KPD)、コミンテルン、ドイツ共産主義労働党、ソビエト連邦共産党。

## 経歴
ポーランド領であったルヴフの「解放された」ユダヤ人の家庭に生まれる。最初に身につけた言葉はドイツ語だったらしいが、イディッシュ語・ポーランド語・ロシア語などを易々と使うようになる。"ラデック"という偽名は、好きだったステファン・ゼロムスキの小説の登場人物から取ったという。
14歳の頃から労働運動に関わりはじめ、最初はガリツィアで活動し、クラクフ・ウィーン・ベルンで教育を受け、1904年にポーランド・リトアニア王国社会民主党（SDKPiL)に入り、1905年のロシア第一革命の時に逮捕され、1908年に亡命する。続く4年間はライプツィヒ・ブレーメンで社会民主党が出すドイツ語新聞の編集に従事する。ドイツ社会民主党では極左派として活動している。1914年の第一次世界大戦勃発後は、一貫して戦争反対の立場をとり、オーストリアの軍隊に徴兵されるが脱走し、スイスで『スイス・プレス』紙に"パラベルム"(Parabellum)のペンネームで痛烈な反戦論文を掲載する。このスイスでウラジーミル・レーニンなどのボリシェヴィキたちと知り合うようになった。
1917年の2月革命から10月革命の間に、ラデックはボリシェヴィキに入党し、ほとんどはストックホルムに滞在し、その陰謀の才を伸ばした。ボリシェヴィキの外務人民委員部に参加し、中欧関係を担当し、『イズベスチア』紙に“ヴィクトール”のペンネームで宣伝論文を連載し始めた。ドイツ軍とのブレスト＝リトフスク条約交渉でレフ・トロツキーに同行し、ドイツ帝国主義を攻撃しロシア革命を擁護したパンフレットを作成しドイツ兵に配布している。
ドイツとの休戦が成立するとボリシェヴィキの派遣代表者の一人としてベルリンへ向かったが、監視をくぐり抜けて目的地にたどり着けたのはラデックだけだった。そこで本名から取った"ソベルゾーン"という偽名で潜行を続けスパルタクス団と接触し、ためらうローザ・ルクセンブルクを論破してドイツ共産党の結成に踏み切らせ、1918年の末に開かれた創立大会に立ち会った。ドイツ官憲に逮捕され1919年末にロシアに送還された。ロシア共産党の中央委員、コミンテルン執行部書記となる。
フランス・ベルギー軍のルール占領に対するドイツの抵抗運動が左右を越えて起こり、抵抗運動の一員として活動したフライコールのアルベルト・レオ・シュラゲターが、フランス憲兵隊により公開銃殺刑にされた時、「シュラゲターの死を無駄にするな」というスローガンの下に、右翼と左翼の連帯が「民族ボルシェヴィズム」路線（保守革命）として展開され、右翼の側はアルトゥール・メラー・ファン・デン・ブルック(第三帝国の提唱者で知られる)が、左翼の側はカール・ラデックが代表となる。しかし、1923年に、この民族ボルシェヴィズム路線でのドイツ革命失敗の責任者として失脚。1924年に中央委員の資格を失い、党中央に対する反対派としてトロツキーと提携する。
1925年、モスクワ中山大学の学長という政治的に無害なポストに任命されるが、共産主義アカデミーの席上で当時議論の的となっていた「一国社会主義」の理論を笑いものとし、さらにヨシフ・スターリンとニコライ・ブハーリンが進めていた中国への政策を批判した。そのため1927年の党大会で除名、
1928年1月2日までに中央執行委員会からも除名処分。同年1月15日までに反革命行為を理由にウラル地方に流刑処分となった。同年、同じ反対派のイヴァール・スミルガ、エフゲニー・プレオブラジェンスキーとともに中央執行委員会に送った手紙の中で、ラデックは自分の誤りを認めトロツキー派脱退を宣言し、1929年の夏に復党を許された。
1937年に第2回モスクワ裁判に巻きこまれた際には、連邦最高軍事裁判所における公判でトロツキーとの関係を認める供述を積極的に行い（行わせられ）起訴された17人のうちゲオルギー・ピャタコフら13人が銃殺刑の判決を受ける中、ラデックは反革命陰謀のかどで10年の流刑の判決を受けた。裁判の際、ラデックは「SA(突撃隊)とSS(親衛隊)には優秀な若者がいた」と発言した。程なくヴェルフネウラリスクの強制収容所へ送られた。
しかし翌1939年、別の囚人に殺害された。ニキータ・フルシチョフのスターリン批判においては、NKVDの陰謀だと認定されている。1988年にブハーリンらとともに名誉回復。

## 性格と評価
ラデックはロシア革命期のパンフレット作者として、西ヨーロッパではよく知られた存在であった。ロシア革命以前には国際主義者として、レーニンの民族自決論に反対し、社会主義者はそういう民族の分裂をなくすために戦っていると論じた。さらにブレスト・リトフスク講和に際しては、ドイツとの単独講和に反対し、帝国主義ドイツへの革命戦争を主張している。
ラデック初期の経歴や政治志向はローザ・ルクセンブルクとよく似ているが、気質の違いがこの二人を大きく分けている。ローザは終生ラデックのことを嫌い、ラデックがポーランドを発つ直前に預かっていた労働組合の資金を渡したという噂も信じていたらしい。ロシア革命直前のストックホルムでの活動を見ても、ラデックがどんな革命をどのように推進しようとしていたかはっきりしない。1919年にドイツの獄中では非公式に厚遇を受け、ドイツ各界の代表と面会している。革命家やヴァルター・ラーテナウなどの実業家たち、ドイツの軍人たちといかなることを話し合ったのか、これもよくわからないのだが、歴史家のE・H・カーはその後のドイツ－ソ連間の協力関係を作り出した人物としてラデックを評価している。
スターリンの言葉として「ラデックの理性を支配しているのは舌だ」というのがある。「自分はラデックの活気みなぎる知力と政治的な誠実を信頼している」と1918年に評価していたトロツキーとの提携は3ヶ月と保たなかった。
1929年、OGPUの工作員・ブリュムキンがトルコに亡命していたトロツキーをひそかに訪ねたところ、捕らえられて処刑されたことがある。トロツキーがブリュムキンにラデック宛の小包を託したという状況証拠から、ラデックが密告したものと思われる。1937年の粛清裁判での判決が比較的軽かったことから見て、彼が他人（ブハーリンなど）を売った可能性が高い。
第2回モスクワ裁判でラデックが死刑にならなかった理由について、元ソ連共産党員である高谷覚蔵は「アメリカをしてロシヤを承認せしめる為には、ラデックは大きな役割を演じたので、若しラデックを死刑に処したならば、アメリカの親密ユダヤ人の反感を買ひ、米露国交が破綻に瀕するといふ危険をスターリンが知つて居つたからである」との見解を示している。